# Yolanda Be Cool
Yolanda Be Cool ist eine australische Band, bestehend aus dem Duo Sylvester Martinez und Johnson Peterson. Zusammen mit dem ebenfalls aus Australien stammenden Produzenten DCUP (Duncan MacLennan) veröffentlichten sie 2010 den internationalen Dance-Hit We No Speak Americano. Der Bandname ist wahrscheinlich abgeleitet von der Endszene im Film Pulp Fiction, in der Yolanda (auch Honeybunny genannt) von Jules aufgefordert wird, cool zu bleiben.

## We No Speak Americano
Das Stück basiert auf dem neapolitanischen Lied Tu vuò fà l’americano (Du willst den Amerikaner spielen) von Renato Carosone aus dem Jahr 1956. International bekannt wurde es durch den Film Es begann in Neapel (1960), in dem es von Sophia Loren gesungen wird. Später wurde es auch noch einmal im Film Der talentierte Mr. Ripley verwendet. Neueste Verwendung fand es 2010 in dem Film The American von Anton Corbijn.
Charakteristisches Merkmal von We No Speak Americano ist der Quartsprung vom B zum F und zurück. Dieser wird teilweise variiert, aber stets im Refrain verwendet.
Der Song erreichte Platz eins der bundesdeutschen, österreichischen, schweizerischen, dänischen, niederländischen und schwedischen Charts und erreichte die Top fünf in Australien, Spanien, Bulgarien und Norwegen. In Italien, Belgien und Neuseeland war es ebenfalls in den Charts vertreten.

## Diskografie

### Alben
- 2012: Ladies & Mentalmen (nur in Australien)
- 2013: Ladies & Mentalmen
- 2016: Je Suis Music

### Singles
- 2009: Holy Cow
- 2009: Afro Nuts (feat. DCUP)
- 2009: Iarmos Verdade
- 2010: We No Speak Americano (mit DCUP)
- 2010: Gypsy Moves (feat. DCUP)
- 2011: Le Bump (feat. Crystal Waters)
- 2012: Change (feat. Nola Darling)
- 2012: Before Midnight (feat. Arama Mara)
- 2013: A Baru in New York (feat. Gurrumul)
- 2013: Sweat Naked
- 2013: To Be Alone (feat. Omar)
- 2014: All That She Wants (feat. SYF & Fitz Helder)
- 2014: Cause I Like It
- 2014: Sugar Man (mit DCUP)
- 2015: Soul Makossa (Money) (mit DCUP)
- 2016: From Me to You (mit DCUP)
- 2017: Hacia la noche
- 2019: Dance and Chant
- 2020: Tell Me Why (mit Dillon Nathaniel)
- 2020: No More Sorrow

### Remixe
- 2010: Alesha Dixon – Drummer Boy (Yolanda Be Cool & DCup Remix)
- 2010: ULC Hnan Solo – Fortune Cookie (Yolanda Be Cool Remix)
- 2010: Jazzbit – Sing Sing Sing 2010 (Yolanda Be Cool & DCUP Remix)
- 2010: Deekline & Tim Healey Feat. Babe Ruth – The Mexican (Yolanda Be Cool & DCUP Remix)
- 2010: Dennis Ferrer – Hey Hey (Yolanda Be Cool Remix)
- 2013: Cyndi Lauper – Girls Just Want to Have Fun (Yolanda Be Cool Remix)

## Auszeichnungen für Musikverkäufe
| Platin-Schallplatte - Belgien - 2010: für die Single We No Speak Americano - Dänemark - 2010: für die Single We No Speak Americano - Europa (Impala) - 2011: für die Single We No Speak Americano - Italien - 2010: für die Single We No Speak Americano - Neuseeland - 2010: für die Single We No Speak Americano 2× Platin-Schallplatte - Russland - 2010: für den Ringtone We No Speak Americano | 3× Platin-Schallplatte - Spanien - 2010: für die Single We No Speak Americano 5× Platin-Schallplatte - Norwegen - 2011: für die Single We No Speak Americano 6× Platin-Schallplatte - Schweden - 2012: für die Single We No Speak Americano |

Anmerkung: Auszeichnungen in Ländern aus den Charttabellen bzw. Chartboxen sind in ebendiesen zu finden.
| Land/RegionAuszeichnungen für Musikverkäufe (Land/Region, Auszeichnungen, Verkäufe, Quellen) | Gold  | Platin       | Verkäufe  | Quellen                   |
| -------------------------------------------------------------------------------------------- | ----- | ------------ | --------- | ------------------------- |
| Australien (ARIA)                                                                            | —     | 2× Platin2   | 140.000   | aria.com.au               |
| Belgien (BRMA)                                                                               | —     | Platin1      | 30.000    | ultratop.be               |
| Dänemark (IFPI)                                                                              | —     | Platin1      | 30.000    | hitlisten.nu              |
| Deutschland (BVMI)                                                                           | —     | 2× Platin2   | 600.000   | musikindustrie.de         |
| Europa (Impala)                                                                              | —     | Platin1      | (400.000) | Einzelnachweise           |
| Finnland (IFPI)                                                                              | —     | —            | 3.947     | ifpi.fi                   |
| Italien (FIMI)                                                                               | —     | Platin1      | 30.000    | fimi.it                   |
| Neuseeland (RMNZ)                                                                            | —     | Platin1      | 15.000    | aotearoamusiccharts.co.nz |
| Norwegen (IFPI)                                                                              | —     | 5× Platin5   | 50.000    | ifpi.no                   |
| Russland (NFPF)                                                                              | —     | 2× Platin2   | 400.000   | RMI Report 2010 (PDF)     |
| Schweden (IFPI)                                                                              | —     | 6× Platin6   | 240.000   | sverigetopplistan.se      |
| Schweiz (IFPI)                                                                               | Gold1 | —            | 15.000    | hitparade.ch              |
| Spanien (Promusicae)                                                                         | —     | 3× Platin3   | 120.000   | promusicae.es             |
| Vereinigte Staaten (RIAA)                                                                    | —     | Platin1      | 1.000.000 | riaa.com                  |
| Vereinigtes Königreich (BPI)                                                                 | —     | Platin1      | 600.000   | bpi.co.uk                 |
| Insgesamt                                                                                    | Gold1 | 27× Platin27 |           |                           |